# 알고도날레스
알고도날레스(Algodonales)는 스페인 안달루시아 지방의 주인 카디스주의 도시로, 인구는 5,734명(2008년 기준), 면적은 134.16 km2이다.

## 인구
From:INE Archiv